# Садовий сільський округ (Осакаровський район)
Садо́вий сільський округ (каз. Садовый ауылдық округі, рос. Садовый сельский округ) — адміністративна одиниця у складі Осакаровського району Карагандинської області Казахстану. Адміністративний центр та єдиний населений пункт — село Садове.
Населення — 698 осіб (2021; 1032 у 2009, 1493 у 1999, 2258 у 1989).
Станом на 1989 рік існували Садова сільська рада (села Агаштиколь, Садове) та Чапаєвська сільська рада (села Жанатаган, Чапаєво), з 1993 року — Садовий сільський округ (село Садове) та Чапаєвський сільський округ (село Чапаєво). 2020 року Чапаєвський сільський округ був ліквідований.

## Склад
До складу округу входять такі населені пункти:
| Населений пункт  | Населення, осіб (1989) | Населення, осіб (1999) | Населення, осіб (2009) | Населення, осіб (2021) |
| ---------------- | ---------------------- | ---------------------- | ---------------------- | ---------------------- |
| Агаштиколь, село | 154                    | -                      | -                      | -                      |
| Жанатаган, село  | 35                     | -                      | -                      | -                      |
| Садове, село     | 1245                   | 1267                   | 966                    | 686                    |
| Чапаєво, село    | 824                    | 226                    | 66                     | 12                     |